# Deutsche Bank Park
O Deutsche Bank Park (mais conhecido como Waldstadion, e anteriormente chamado de Commerzbank-Arena) é um estádio de futebol da cidade de Frankfurt, na Alemanha. Pertence ao clube Eintracht Frankfurt, que disputa a Bundesliga.
O primeiro Waldstadion foi inaugurado em 1925 e durante a Segunda Guerra Mundial foi usado para eventos políticos. Em 1974, três partidas da Copa do Mundo foram realizadas no Waldstadion.
Tem capacidade para 58 000 espectadores com 20 000 lugares em pé (casa e visitante). Contudo, em jogos internacionais o estádio permite apenas 53 800 lugares sentados. Uma de suas características principais é um monitor central com quatro telas (semelhantes aos ginásios norte-americanos) e seu teto retrátil, para proteção de dias chuvosos (o que veio a falhar na final entre Brasil e Argentina da Copa das Confederações de 2005) ou dias muito quentes (como no jogo entre Coreia do Sul e Togo, da Copa do Mundo).
Em julho de 2005 passou a se chamar Commerzbank-Arena num contrato de naming rights com um banco. O estádio abrigou alguns dos jogos da Copa do Mundo de 2006, quando sua capacidade foi reduzida para 48.132 lugares.
Em julho de 2020 passou a se chamar oficialmente Deutsche Bank Park, após mudança do banco detentor dos naming rights.

## Jogos daCopa do Mundo de 1974
No antigo Waldstadion:
| Data        | Equipe #1 | Placar | Equipe #2  | Grupo   |
| ----------- | --------- | ------ | ---------- | ------- |
| 13 de junho | Brasil    | 0 – 0  | Iugoslávia | Grupo 2 |
| 18 de junho | Escócia   | 0 – 0  | Brasil     | Grupo 2 |
| 22 de junho | Escócia   | 1 – 1  | Iugoslávia | Grupo 2 |

## Jogos daCopa do Mundo de 2006
| Data        | Equipe #1     | Placar | Equipe #2 | Grupo            |
| ----------- | ------------- | ------ | --------- | ---------------- |
| 10 de junho | Inglaterra    | 1 – 0  | Paraguai  | Grupo B          |
| 13 de junho | Coreia do Sul | 2 – 1  | Togo      | Grupo G          |
| 17 de junho | Portugal      | 2 – 0  | Irã       | Grupo D          |
| 21 de junho | Países Baixos | 0 – 0  | Argentina | Grupo C          |
| 1 de julho  | Brasil        | 0 – 1  | França    | Quartas-de-final |

## Eurocopa de 2024
O estádio sediou os seguintes jogos da Campeonato Europeu de Futebol de 2024.
| Data        | Hora  | 1ª equipe  | Placar        | 2ª equipe  | Fase             | Público |
| ----------- | ----- | ---------- | ------------- | ---------- | ---------------- | ------- |
| 17 de junho | 18:00 | Bélgica    | 0 – 1         | Eslováquia | Grupo E          | 45.181  |
| 20 de junho | 18:00 | Dinamarca  | 1 – 1         | Inglaterra | Grupo C          | 46.177  |
| 23 de junho | 21:00 | Suíça      | 1 – 1         | Alemanha   | Grupo A          | 46.685  |
| 26 de junho | 18:00 | Eslováquia | 1 – 1         | Romênia    | Grupo E          | 45.033  |
| 1 de julho  | 21:00 | Portugal   | 0 (3) – (0) 0 | Eslovênia  | Oitavas de final | 46 576  |